# Johannes van der Vlis
Johannes Adriaan van der Vlis (Den Haag, 23 april 1900 - Weesp, 9 juni 1986) was een onderwijzer, auteur en redacteur van de Texelse Courant. In 1976 verscheen zijn standaardwerk ’t Lant van Texsel. Dit boek droeg met het door hem geschreven Tragedie op Texel bij aan de geschiedschrijving van het eiland Texel. Van 1921 tot 1928 was Van der Vlis onderwijzer aan de openbare lagere school in Den Burg. In 1964 werd hij benoemd tot ereburger van Texel. Van der Vlis overleed in verpleeghuis Hogeweij in Weesp. Hij werd begraven op de algemene begraafplaats van zijn woonplaats Blaricum.